# 231
Правління імператора Александра Севера у Римській імперії. У Китаї триває період трьох держав, найбільшою державою на території Індії є Кушанська імперія, у Персії править династія Сасанідів.
На території лісостепової України Черняхівська культура. У Північному Причорномор'ї готи й сармати.

## Події
- Імператор Александр Север з мамою в Сирії, неподалік від театру військових дій проти персів.
- Чжуге Лян учетверте виступає походом на державу Вей.